# Казе Брентони (Венеција)
Казе Брентони (итал. Case Brentoni) је насеље у Италији у округу Венеција, региону Венето.
Према процени из 2011. у насељу је живело 71 становника. Насеље се налази на надморској висини од 2 м.